# Ли Хунъяо
Ли Хунъяо (кит. трад. 李宏耀, пиньинь Lǐ Hóngyào, англ. Lee Wung Yew) (род. 19 марта 1966 года) — сингапурский стрелок, специализирующийся в дисциплинах трап и дубль-трап. Участник трёх Олимпиад, многократный призёр Игр Юго-Восточной Азии.

## Карьера
Ли Хунъяо начал свою карьеру в пятнадцатилетнем возрасте после того, как отец научил его стрелять из ружья. Уже спустя четыре года, в 1985 году, он попал в сборную Сингапура на Игры Юго-Восточной Азии, которые проходили в Бангкоке. Там он завоевал первое в карьере золото на международной арене, выиграв вместе с командой соревнования по трапу. В 1989 году, на аналогичном турнире в Малайзии в той же дисциплине впервые завоевал индивидуальное золото.
В 1992 году Ли Хунъяо закончил Наньянский технологический университет, где получил степень магистра в области спортивного менеджмента.
В 1996 году сингапурец впервые попал на Олимпийские игры, при этом ему выпала честь быть знаменосцем своей страны на церемонии открытия соревнований. В соревнованиях на траншейном стенде он набрал в квалификации 119 очков, что позволило ему занять двадцатое место.
Через год, на соревнованиях в Джакарте он стал абсолютным чемпионом Юго-Восточной Азии, победив как в трапе, так и дубль-трапе.
В 2004 году Ли Хунъяо второй раз принимал участие в Олимпийских играх. В соревнованиях по трапу он набрал 115 очков и расположился на 21-й позиции. Через четыре года в Пекине он набрал в трапе 110 очков и занял лишь 28-е место, которое он разделил с олимпийским чемпионом Афин в дубль-трапе Ахмедом Аль-Мактумом.